# Walter Wiora
Walter Wiora (* 30. Dezember 1906 in Kattowitz; † 8. Februar 1997 in Tutzing) war ein deutscher Musikwissenschaftler und Musikhistoriker.

## Leben und Werk
Walter Wiora promovierte an der Albert-Ludwigs-Universität in Freiburg bei Wilibald Gurlitt. Er war dann als Mitarbeiter beim Deutschen Volksliedarchiv in Freiburg tätig. Er beantragte am 19. Mai 1937 die Aufnahme in die NSDAP und wurde rückwirkend zum 1. Mai desselben Jahres aufgenommen (Mitgliedsnummer 4.715.785). 1940 schrieb er einen Beitrag zur Volksliedforschung in Alfred Rosenbergs Zeitschrift Die Musik unter dem Titel: Die Molltonart im Volkslied der Deutschen in Polen und im polnischen Volkslied. Wiora habilitierte sich 1941 in Freiburg und wurde 1942 Dozent an der Reichsuniversität Posen. Gleichzeitig war er als Musikkritiker für die Zeitschrift Das Reich tätig.
Nach dem Zweiten Weltkrieg kehrte er 1946 an das Deutsche Volksliedarchiv zurück, wo er bis 1958 als Archivar und Leiter der Musikabteilung tätig war. 1957 gründete er die Herder-Forschungsstelle für Musikgeschichte, die er bis 1962 leitete. Ab Oktober 1958 war er Professor für Musikwissenschaft an der Christian-Albrechts-Universität Kiel. 1962/63 war er als Visiting Professor an der Columbia University. Anschließend wirkte er von 1964 bis 1972 an der Universität des Saarlandes als musikwissenschaftlicher Ordinarius. Sein Nachfolger in Saarbrücken wurde Werner Braun.
Wiora beschäftigte sich zunächst mit dem deutschen Lied. Seiner Ansicht nach ist das Volkslied in seinem „ersten Dasein“, dem bäuerlich authentischen, ausgestorben und wurde ersetzt durch sein „zweites Dasein“ als bürgerlich repräsentatives Lied.

### „Die vier Weltalter der Musik“
In seinem Hauptwerk Die vier Weltalter der Musik gibt Walter Wiora einen Gesamtentwurf der Musikgeschichte. Das erste Kapitel Ur- und Frühzeit behandelt die Jägerkultur der Steinzeit, er geht auf religiöse Rituale (Medizinmann), Sesshaftigkeit und Bestattungen ein und untersucht die Wesenszüge „urtümlicher“ Musik im Fortleben indigener Völker. Nach Wiora sind große Instrumente, wie riesige Trommeln oder Alphörner, ein Merkmal solcher Kulturen. Er versucht analytisch zwischen wirklich urtümlich primitiver Musik und reprimitivierter Musik zu unterscheiden. Dieses Zeitalter sei ergiebiger, als sich auf den ersten Eindruck vermuten lässt.
Im zweiten Kapitel untersucht er die Musik und das Musikleben in den Hochkulturen des Altertums. Über die alten jüdischen Texte und den Synagogalgesang zieht er Rückschlüsse auf die noch älteren Musikkulturen der Sumerer, Babylonier und Mesopotamier. Er untersucht den Zug zur Entsinnlichung und Verinnerlichung des Musiklebens im jüdischen und christlichen Altertum. Nach Wiora ist dies der Grund, warum in orthodoxen christlichen Kirchen keine Orgeln eingesetzt werden.
Im dritten Zeitalter untersucht er Orient und Okzident und räumt der abendländischen Musik eine Sonderstellung ein, ähnlich wie sie die Griechen in Philosophie und Mathematik im Altertum hatten. Er beleuchtet die einmalige theoretische Durchdringung des Gegenstandes bei der Offenlegung von Gesetzmäßigkeiten der Musik, ohne durch Zwangsordnungen Natürliches zu verdrängen.
Im vierten Kapitel über das Weltalter der Technik und globalen Industriekultur beschreibt er die Eroberung von „Neuland“ und die Verengung bis an die Grenzen der Musik seit dem 19. Jahrhundert, beispielsweise bei Max Reger oder Claude Debussy. Teilweise entdeckt er eine Umkehrung der Gesetzmäßigkeiten des ersten Zeitalters, andernteils eine Ideologisierung, Enthumanisierung und die Auseinandersetzung damit. Der Schwerpunkt liegt hier auf den Absichten der Neuen Musik, aber bezieht den „revolutionären“ Rock mit ein. Walter Wiora billigt dem Jazz mehr als eine Mischung aus europäischer Harmonik und afrikanischer Rhythmik und Vortragsart zu.
Wiora hat zu diesem Thema auch eine mehrteilige Rundfunksendung aufgenommen, die der Bayrische Rundfunk ausstrahlte.

## Schriften
- Die Molltonart im Volkslied der Deutschen in Polen und im polnischen Volkslied. In: Die Musik XXXII/1940, S. 158–162
- Die deutsche Volksliedweise und der Osten = Schriften zur musikalischen Volks- und Rassenkunde Band 4. Kallmeyer, Wolfenbüttel 1940 (= Dissertation Universität Freiburg)
- Die Variantenbildung im Volkslied: Ein Beitrag zur systematischen Musikwissenschaft, de Gruyter, Berlin 1941
- Zur Frühgeschichte der Musik in den Alpenländern. Schweizerische Gesellschaft für Volkskunde, Basel 1949.
- Das echte Volkslied. Müller-Thiergarten-Verlag, Heidelberg 1950
- Die rheinisch-bergischen Melodien bei Zuccalmaglio und Brahms, Alte Liedweisen in romantischer Färbung, Bad Godesberg 1953
- Europäische Volksmusik und abendländische Tonkunst. Hinnenthal, Kassel 1957.
- Musik im Wandel von Freizeit und Bildung. 2. Aufl. Bärenreiter, Kassel 1958
- Die geschichtliche Sonderstellung der abendländischen Musik, Schott’s Söhne, Mainz 1959
- Das Volkslied heute. Bärenreiter, Kassel 1960.
- Die vielspältige Musik und die allgemeine Musiklehre. Bärenreiter, Kassel 1960
- Die vier Weltalter der Musik. Kohlhammer, Stuttgart 1961
- Die Natur der Musik als Problem der Wissenschaft. Bärenreiter, Kassel 1962
- Das deutsche Lied. Zur Geschichte und Ästhetik einer musikalischen Gattung. Möseler, Wolfenbüttel 1971
- Historische und systematische Musikwissenschaft. Ausgewählte Aufsätze. Schneider, Tutzing 1972
- Ergebnisse und Aufgaben vergleichender Musikforschung (= Erträge der Forschung, Bd. 44). Wissenschaftliche Buchgesellschaft, Darmstadt 1975, ISBN 3-534-06158-6
- Ideen zur Geschichte der Musik (= Impulse der Forschung, Bd. 31). Wissenschaftliche Buchgesellschaft, Darmstadt 1980, ISBN 3-534-07816-0.
- Das musikalische Kunstwerk. Schneider, Tutzing 1983, ISBN 3-7952-0369-4.
- Die vier Weltalter der Musik, ein universalhistorischer Entwurf, dtv 1988, ISBN 3-423-04473-X (erweiterte Neuauflage)
- Saarbrücker Studien zur Musikwissenschaft, Bärenreiter-Verl., Kassel